# 瑟斯特蘭冰磧
瑟斯特蘭冰磧（英語：The Strand Moraines），是南極洲的冰磧，位於維多利亞地的斯科特海岸，處於麥克默多灣西岸，由英國探險隊發現，現時由南極條約體系管理。